# Neox
 (juillet 2014).
Neox est une chaîne de télévision généraliste commerciale privée espagnole appartenant au groupe Atresmedia.

## Historique
Neox est né le 30 novembre 2005, sous le nom de Antena.Neox. Dans un premier temps, la chaîne fut orienté dans les programmes jeunesses. Plus tard, la chaîne diffusera des films, des séries et autres.
En janvier 2009, par l'intermédiaire de son slogan « Pásate al 8 » ('Passe à la 8'), la chaîne s'associe au chiffre 8 de la télécommande. Ce slogan est modifié à la fin 2009 et devient « Neox somos el 8 » ('Neox, nous sommes la 8'). Néanmoins, ce concept est rapidement abandonné en octobre 2010.
Depuis juin 2013, la chaîne diffuse Neox Kidz, une émission diffusée quotidiennement diffusé de 6h à midi pour les enfants.

### Identité visuelle (logo)

Logo de Antena.Neox de 2005 à 2009
Logo de Neox 8 de 2009 à 2010
Logo de Neox d'octobre 2010 au 11 mars 2011
Logo de Neox du 11 mars au 26 juillet 2011
Logo de Neox du 26 juillet 2011 à 8 septembre 2014
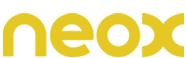
Logo de Neox du 8 septembre 2014 à 17 avril 2023
Logo de Neox depuis 17 avril 2023

## Programmes
- Los Simpson
- El Club de la Comedia
- Dos hombres y medio
- American Dad!
- The Big Bang Theory
- The Middle
- Jumanji
- Modern Family
- Dos chicas sin blanca
- Futurama
- Glee
- The Cleveland Show
- Raising Hope

## Organisation

### Présidents
- José Manuel Lara Bosch (depuis 2005)

## Annexe